# Edwardsia fusca
Edwardsia fusca is een zeeanemonensoort uit de familie Edwardsiidae.
Edwardsia fusca is voor het eerst wetenschappelijk beschreven door Danielssen in 1890.